# Истленд (округ)
Округ Истленд (англ. Eastland County) расположен в США, штате Техас. По состоянию на 2000 год, численность населения составляла 18 297 человек. По оценке бюро переписи населения США в 2008 году количество жителей округа снизилось до 18 186 человек. Окружным центром является город Истленд (англ. Eastland). Округ был основан в 1858 году. Он был назван в честь Уильяма Мосби Истленда, солдата техасской революции.

## География
По данным бюро переписи населения США площадь округа Истленд составляет 932 км², из которых 926 км² суша, а 6 км² водная поверхность (0,63 %).

### Основные шоссе
- Автострада 20/Шоссе 80
- Шоссе 183
- Автомагистраль 6
- Автомагистраль 16
- Автомагистраль 36
- Автомагистраль 112

### Соседние округа
- Округ Стивенс (север)
- Округ Пало-Пинто (северо-восток)
- Округ Ират (восток)
- Округ Команче (юго-восток)
- Округ Браун (юг)
- Округ Каллахан (запад)
- Округ Шакелфорд (северо-запад)